# Затварська Оксана Іларіонівна
Затварська Оксана Іларіонівна (15 листопада 1921, містечко Яблунів — 16 вересня 2014, Івано-Франківськ) — українська акторка, заслужена артистка України.

## Життєпис
Народилася у с. Яблунів (Станиславівське воєводство, Польська Республіка, нині Косівського району Івано-Франківської області, Україна). У 1939 році закінчила Коломийську гімназію.
З 1939 року на театральній сцені. У 1941–1962 роках — акторка Коломийського окружного драматичного театру ім. Я. Галана (нині Коломийський академічний обласний український драматичний театр ім. Івана Озаркевича).
У 1939–1941 і в 1962–1976 роках — акторка Івано-Франківського музично-драматичного театру ім. І.Франка.

## Ролі в театрі
- Циганка Чіпра — «Циганський барон»,
- Серпулет — «Корневільскі дзвони»,
- Христина — «Птахолов з Тіролю»,
- Катерина — «Катерина», М. Аркас,
- Оксана — «Запорожець за Дунаєм»,
- Христина — «Наймичка»,
- Нора — «Нора», Г. Ібсен,
- Варвара — «Гроза» О. Островський,
- Луїза, леді Мілфорд — «Підступність і кохання»,
- Марина — «Влада темряви»,
- Поліна — «Мачуха»,
- Килина — «Лісова пісня»,
- Палагна — «Тіні забутих предків»,
- Донна Анна — «Камінний господар»,
- Панночка — «Вій», М.Гоголь.

## Вшанування пам'яті
На фасаді середньої школи у Яблунові встановлено горельєф із зображенням Оксани Затварської. Автори — Василь Дутка та Любомир Макар.
В Івано-Франківську, на будинку, де проживала актриса, було встановлено анотаційну дошку - у рамках міської програми "Івано-Франківськ - місто героїв".